# Eburodacrys triocellata
Eburodacrys triocellata es una especie de escarabajo longicornio del género Eburodacrys, tribu Eburiini, subfamilia Cerambycinae. Fue descrita científicamente por Stål en 1857.

## Descripción
Mide 14-24 milímetros de longitud.

## Distribución
Se distribuye por Colombia, Costa Rica, Guatemala, Honduras, México, Nicaragua, Panamá y Venezuela.